# جيمس برايدوود
كان رجل إطفاء إسكتلنديّ أسس واحدة من أولى البلديات في العالم لخدمة إطفاء الحريق في أدنبره في عام 1824. وكان أول مدير لمؤسسة إطفاء الحرائق في لندن (اللواء الذي أصبح لواء لندن للإطفاء)
يُنسب إليه الفضل في تطوير خدمة الإطفاء البلدية الحديثة.

## السيرة المهنية
```
ولد في 
إدنبره
 وهو الطفل العاشر لجانيت ميتشل وفرانسيس جيمس برايدوود، صانع سيارات الأجرة.وقد تلقى تعليمه في المدرسة الثانوية الملكية.
```

وقد تعلم بناء المباني بعد انضمامه إلى شركة والده للبناء كمتدرب، معرفة سوف يستخدمها فيما بعد بشكل جيد.
عين مدير مؤسسة الإطفاء في سن 24 ، شهرين قبل اندلاع حريق ادنبره الكبير، برايدوود أسس مبادئ محاربة النيران الذي لا يزال مطبقا اليوم.
وقد منحه تدريبه كمساح معرفة استثنائية بسلوك مواد البناء وظروف السكن في مدينة أدنبره القديمة.
وقد عين في الخدمة خبراء في مجال تجارة القواطع وعمال النجارة وعمال البناء والسباكين الذين يمكنهم تطبيق مجالات خبرتهم المختلفة على مكافحة الحرائق.كما عين بحارة من ذوي الخبرة للقيام بأعمال تتطلب عملا يدويا ثقيلا في محركات النقل وسلالم هروب ذات عجلات أعلى وأسفل شوارع أدنبره المنحدرة، بالإضافة إلى الحركة بخفة عند التفاوض على أسطح المنازل والتحرك عبر المباني المدمرة جزئيًا.
وقد تبنت بريطانيا العديد من أفكاره الأصلية للتنظيم العملي والمنهجية، والتي نشرت في عام 1830.غير أنه كان رافضا إدخال المحركات التي تعمل بالبخار. في عام 1833 غادر أدنبره لقيادة مؤسسة إطفاء الحرائق في لندن.واضطرت مؤسسة إطفاء الحريق في لندن إلى مكافحة حريق في قصر وستمنستر في 16 تشرين الأول/أكتوبر 1834، مما أدى إلى تدمير القصر كاملًا تقريبًا.وكان برايدوود متميزاً ببطولته في مناسبة الحرائق العظيمة في أدنبره (1824) ولندن (1830).
كما اضطلع بدور رعوي، وقام بزيارة رجال الإطفاء العاديين وأسرهم من قبل بعثة مدينة لندن.
كفضول غريب، كان برايدوود أول شاهد في محاكمة ويليام بورك من شهرة بورك وهار.
وقدم أدلة على ذلك ليلة عيد الميلاد من عام 1828، بصفته منشئ إدنبره، الذي كانت قد كلفته السلطات أن يرسم مخططات واسعة النطاق للمنازل السكنية سيئة السمعة على لافتات قريبة حيث تمت جرائم القتل.
وكان الدليل الذي تقدم به هو ببساطة بأن الخطط هي تمثيل دقيق للمبنى.

## الوفاة
```
في 22 يونيو 1861 توفي في حريق شارع التولي في رصيف كوتون بالقرب من محطة جسر لندن عندما سقط عليه جدار وسحقه، بعد ثلاث ساعات من اندلاع الحريق.
[
4
]
```

استغرق الأمر يومين لاستعادة جسده، ونتيجة لأعماله البطولية أدت إلى اقامة جنازة ضخمة في 29 يونيو حيث امتدت الجنازة على بعد 2.4 كم (1.5 ميل) خلف نعشه، مشهد يعادل تقريباً حريق شارع تولي  ، التي استمرت في لمدة أسبوعين تسبب في أضرار بلغت قيمتها 2,000,000 جنيه إسترليني، أي ما يعادل 188,004,367 جنيه إسترليني في عام 2019.
وقد تم تسمية زورق اطفاء في لندن بإسمه على شرفه في الثلاثينات. وقد دفن برايدوود في مقبرة أبني بارك، ستوك نيينجتون، لندن، وهو ليس بعيدًا عن محطة إطفاء ستوك نيوينغتون.
ويقع القبر على حافة الطريق نحو الجنوب، مما يجعل من السهل نسبيا رؤيته في هذه المقبرة المكتظة والمزروعة.وقد دُفِنت معه زوجته ماري آن جين برايدوود (1806-1871).وقد فقد القبر لفترة طويلة، لكن في عام 1981، بعد الكثير من البحث من قبل محطة إطفاء ستوك نيينجتون في ذلك الوقت عثر ضابط محطة المراقبة البيضاء ليام هاكيت على الموقع الدقيق للقبر.
ثم أمضى هاكيت بقية الصيف في تنظيف الموقع واستعادة الحروف على النصب.

## النصب التذكاري الوطني
```
وقد سجل وفاة جيمس برايدوود، أثناء قيامه بمهام مكافحة الحرائق، في النصب التذكاري الوطني لرجال الإطفاء وهو يقع بجوار 
كاتدرائية سانت بول
 في مدينة لندن.
```

## المحفل الماسوني
قررت مجموعة من رجال الإطفاء السابقين في لندن تشكيل محفل ماسوني جديد. واختاروا أن يتذكروا حياة وموت رجل الإطفاء الشهير هذا بتسمية النزل بعده. تم تكريسها في عام 2005 يعرف هذا الآن باسم نزل برايدوود رقم 9802 في مقاطعة ويست كنت.

## دليل الإطفاء المعاد نشره
```
نشر برايدوود ما يعتبر من أوائل الكتب النصية عن علم هندسة الحرائق في عام 1830 في بناء محركات وأجهزة إطفاء الحريق. لمعرفته بعدم وجود أي منشورات عن محركات الإطفاء باللغة الإنجليزية.على الرغم من أن العديد من الكتب التاريخية (العامة) غالبا ما يعاد نشرها، كتاب برايدوود تم إعادة نشره رسميا في طبعة ثانية في عام 2004.
```

كما كتب برايدوود أيضا منع الحرائق وانقراض الحرائق، نشر بعد وفاته في عام 1866.

## النصب التذكاري الجديد
```
في 5 سبتمبر 2008، كشف البروفيسور سير تيموثي أوسهيا عن تمثال جيمس برايدوود التذكاري في ساحة البرلمان في إدنبره، مدير جامعة ادنبره.
```

وقد أنشئ صندوق لإقامة نصب تذكاري لبرايدوود بمبلغ 000 75 جنيه استرليني، سيقام من قبل نحات جلاسجو كينيث ماكاى بقيادة الدكتور فرانك راشبروك، وهو خبير سابق في الحرائق يبلغ من العمر 93 عاما في لواء لوثيان والحدود.
يقف التمثال حول الزاوية من موقع محطة النار الرئيسية الأصلية في شارع هاى. وفيما يلي نص اللوحة البرونزية:
```
جيمس برايدوود 1800 – 1861 أب دائرة الإطفاء البريطانية
هذا التمثال مخصص لذكرى جيمس برايدوود، رائد النهج العلمي لمكافحة الحرائق.كما تعترف بشجاعة وتضحية المقاتلين من أجل إطفاء الحرائق، ليس فقط في دائرة لوثيان والحدود للإطفاء والإنقاذ، بل حول العالم.
كان الدكتور رشبروك أيضا هو متبرع مختبر الحريق الذي يقع في قلب مركز هندسة السلامة من الحريق التابع لمركز BRE،في كلية الهندسة في جامعة أدنبره.
```

كانت هديته مدفوعة بالرغبة في تعزيز التعليم في علوم مكافحة الحرائق التطبيقية، ويستخدم بشكل روتيني في الفصول التجريبية في المرحلة الجامعية ودرس برامج إطفاء الحرائق في الجامعة، مع بحوث الدكتوراه وما بعد الدكتوراه وأيضا في بعض الأحيان من قبل موظفي خدمة الإطفاء.وقد تم افتتاح المختبر رسميا عام 2003 وتم توسيعه منذ ذلك الحين إلى طابقين.